# Florin Balaban
Florin Balaban (n. 16 august 1968, Nicorești, România) este un jucător român de badminton. El a concurat în turneul masculin la Jocurile Olimpice de vară din 1992.

## References
1. 1 2 3   https://bwf.tournamentsoftware.com/player-profile/58DA31C1-B79E-47C0-9F85-A9EC7F6E32D3 Lipsește sau este vid: |title= (ajutor)
2. ↑  Florin Balaban - Statistics (în engleză)
3. ↑  IdRef, accesat în 11 mai 2020
4. ↑  „Florin Balaban”. Olympedia. Accesat în 26 mai 2020.